# 約束の地

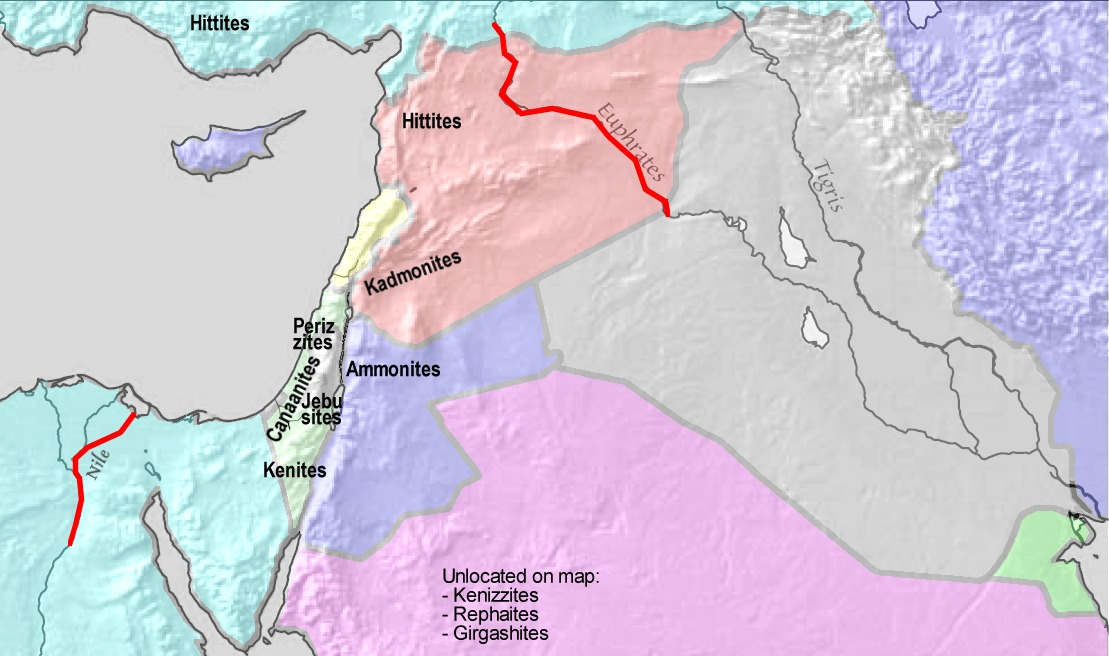
神がアブラハムに与えたとされる領域の境界についてのひとつの解釈。境界を示す赤線が、ナイル川とユーフラテス川に引かれている。（創世記15:18）

約束の地（やくそくのち、ヘブライ語: הארץ המובטחת, 翻字: ha-Aretz ha-Muvtachat: 英語: Promised Land）とは、ヘブライ語聖書に記された、神がイスラエルの民に与えると約束した土地。この約束は、アブラハムに最初に与えられ（創世記15:18-21）、次いでその息子イサクに、さらにイサクの息子でアブラハムの孫であるヤコブにも与えられた（創世記28:13）。約束の地は、「エジプトの川」からユーフラテス川までの領域とされ（創世記15:18-21、出エジプト記23:31）、出エジプトの後、約束された者の子孫に与えられるとされた（申命記1:8）。
なお、イスラエルの民がカナンの地に至った後における「イスラエルの地 (Land of Israel)」（サムエル記上13:19 に初出）とは（重なり合うものの）別の概念である。ユダヤ教の一部の宗派では、信者に与えられる約束の地の場所を明らかにするメシアがやがて到来すると信じている。

## 神の約束
約束の地という表現の基になっている神の約束は、モーセ五書のひとつ創世記の数カ所に言及されている。創世記12:7には次のようにある。
| 時に主はアブラムに現れて言われた、「わたしはあなたの子孫にこの地を与えます」。 |

ここで注意を要するのは、この地が与えられるのは、アブラハムに直接その場その時点においてではなく、この約束の時点からみて未来に、アブラハムの子孫に対してである、という点である。しかし、創世記15:7には次のようにある。
| または彼に言われた、「わたしはこの地をあなたに与えて、これを継がせようと、あなたをカルデヤのウルから導き出した主です」。 |

さらに、創世記15:18-21 において、約束の地の境界が、様々な古代の民の領域を踏まえて次のように説明される。
| その日、主はアブラムと契約を結んで言われた、「わたしはこの地をあなたの子孫に与える。エジプトの川から、かの大川ユフラテまで。 すなわちケニびと、ケニジびと、カドモニびと、 ヘテびと、ペリジびと、レパイムびと、 アモリびと、カナンびと、ギルガシびと、エブスびとの地を与える」。 |

この章句は「地の境 (Gevulot Ha-aretz)」を示したものとされている。ユダヤ教においては伝統的に、この境界がアブラハム、その子イサク、孫ヤコブの子孫に約束された地の最大の広がりだとされてきた。
神の約束は、ヤコブに確認されたが（創世記28:13）、境界は曖昧で「あなたが伏している地」とされた。
地理的境界がより明確に記されているのは 出エジプト記23:31 で、境界は、紅海、「ペリシテびとの海」つまり地中海、「川」つまりユーフラテス川によるとされている。
この約束は、エジプトからの脱出が終わった後に成就するとされている。申命記1:8には次のようにある。
| 見よ、わたしはこの地をあなたがたの前に置いた。この地にはいって、それを自分のものとしなさい。これは主が、あなたがたの先祖アブラハム、イサク、ヤコブに誓って、彼らとその後の子孫に与えると言われた所である』。 |

イスラエルの民が、この地に住んでいたカナン人を制圧するのには、相当の時間がかかった。イスラエルの地が最も広がったのは、ダビデ王時代のイスラエル王国においてであった。実際にイスラエルの民が支配した地は、歴史の経過の中で大きく変化し、時には様々な帝国の支配下に入ることもあった。しかし、ユダヤ教の伝統が続く中で、たとえユダヤ人の政治支配が行われないときであっても、イスラエルの地は約束の地としての位置づけを失うことはなかった。

## 約束の地の範囲
Michael Cooganによる
- 北：ダン (Dan) - 現在のテルダン(Tel Dan)
- 南：ベエルシェバ
- 東：ヨルダン川
- 西：地中海

## アブラハムの子孫
ユダヤ教における伝統的な解釈、また、大方のキリスト教の注釈者の見解では、アブラハムの子孫とは息子イサク、孫ヤコブを通した子孫だけを指している。これに対し、ヨハン・フリードリッヒ・カール・カイル (Johann Friedrich Karl Keil) は、少々曖昧に、神との契約はイサクに与えられたが、イシュマエルの子孫が永く約束の地の大部分を占めていたと指摘している。
ユダヤ教主流派においては、アブラハム、イサク、ヤコブに約束されたものは、ユダヤ教への改宗者(Conversion to Judaism)を含め、すべてのユダヤ人に、その子孫に与えられるとされている。伝統的な見解では、改宗者はアブラハムの子(ben Avraham)となるものとされる。

## クルアーンにおける言及
クルアーン - 第17章 - 夜の旅 104節
| われはその後，イスラエルの子孫たちに言った。「この地に住・着きなさい。だが来世の約束が来る時，われはあなたがたを烏合の衆にするであろう。」 |